# Aeroport Internacional de Shenzhen-Bao'an
L'Aeroport internacional de Shenzhen Bao'an (anteriorment aeroport de Shenzhen Huangtian) (IATA: SZX, ICAO: ZGSZ) és l'aeroport que dona servei a la ciutat xinesa de Shenzhen, a la província de Guangdong. Es troba a la riba est del riu Perla, prop dels pobles de Huangtian i Fuyong al districte de Bao'an, i es troba a 32 km al nord-oest del centre de la ciutat. És el centre d'operacions de Shenzhen Airlines i de Shenzhen Donghai Airlines i per a la companyia aèria de càrrega SF Airlines, i una ciutat focal per a China Southern Airlines i Hainan Airlines. L'aeroport també serveix com a centre de càrrega de l'Àsia i el Pacífic per a UPS Airlines.
 L'aeroport va experimentar grans ampliacions a la dècada de 2010, amb una segona pista oberta el 2011 i una nova terminal el 2013.
És un dels tres centres aeroportuaris més grans que donen servei al delta del riu Pearl, juntament amb l'aeroport internacional de Hong Kong i l'aeroport internacional de Guangzhou Baiyun. L'aeroport també té rutes de ferri directes a l'aeroport internacional de Hong Kong, on els passatgers poden transitar sense passar per immigració i controls personalitzats, semblant al trànsit entre dos vols.